# Expensive
Expensive è un singolo del rapper statunitense Ty Dolla Sign, pubblicato il 28 agosto 2020 su etichetta Atlantic Records.
Il brano vede la partecipazione della rapper trinidadiana Nicki Minaj.

## Video musicale
Il videoclip è stato reso disponibile in concomitanza con l'uscita del singolo.

## Tracce
Testi e musiche di Tyrone Griffin, Jr., Onika Maraj, James Royo, Alexander Krashinsky, Jazaée De Waal, Jordan Jackson, Nye Lee Jr, William Van Zandt.
1. Expensive – 2:53

## Classifiche
| Classifica (2020) | Posizione massima |
| ----------------- | ----------------- |
| Stati Uniti       | 83                |